# Joaquim Veríssimo Serrão
Joaquim Veríssimo Serrão (Tremês, Santarém, 8 de julio de 1925 - Santarém, 31 de julio de 2020) fue un historiador portugués, entre los más importantes investigadores y estudiosos de la historia de Portugal, medievalista destacado y autor de un gran número de obras referidas a los siglos XIII al XVII y al papel jugado por los portugueses en Europa durante dicho período. Presidente de la Academia Portuguesa de la Historia.

## Biografía
Después de diez años de lectorado en la Universidad de Toulouse, Veríssimo Serrão se doctoró en la Universidad de Coímbra e inició una etapa investigadora que no se ha detenido. En 1967 fue nombrado director del Centro Cultural Portugués que la Fundación Calouste Gulbenkian había creado en París, permaneciendo cinco años al frente del mismo. Fue profesor de la Facultad de Lisboa desde 1960 y Rector Magnífico de la misma de 1973 a 1974.
Entre sus obras más destacadas se encuentran su Historia de Portugal – que cuenta hoy con dieciocho volúmenes – que comenzó a publicarse en 1977, y varias referidas a su campo de especialización que es la historia de las universidades. Publicó también Itinerario del rey don Sebastián e Itinerários del Rei D. João II (1481-1495) en 1993.

## Premios y condecoraciones
Ha sido condecorado en su país con la Orden Nacional do Cruzeiro do Sul, la medalla de Oro de la Ciudad de Santarem y el grado de Comendador de la Orden de la Instrucción Pública de Portugal.
España le distinguió con la gran cruz de la Orden del Mérito Civil y con la gran cruz de la Orden de Alfonso X el Sabio, así como la  medalla de plata de Galicia. Ha sido galardonado con el Premio Príncipe de Asturias de Ciencias Sociales en 1995.

## Asociaciones a las que perteneció
Fue miembro correspondiente de:
- la Academia Mexicana de la Historia.
- la Real Academia de la Historia de Madrid (1991).